# Fox-1B
Fox-1B, AMSAT-OSCAR 91 oder AO-91 ist ein US-amerikanischer Amateurfunksatellit. Er ist ein 1U-Cubesat, wurde von der AMSAT-NA gebaut und trägt einen einkanaligen Transponder für FM-Sprechfunk. Der Satellit verfügt über je eine Stabantenne für das 70-cm- und das 2-m-Band. Fox-1B ist der zweite Amateurfunksatellit der Fox-Serie der AMSAT Nordamerika.
Um einen Satellitenstart im Rahmen des ELaNa-Programms der NASA zu ermöglichen, trägt der Satellit ein studentisches Experiment des Institute for Space and Defense Electronics der Vanderbilt University. Das RadFx-Experiment dieses Instituts beherbergt vier Nutzlasten für die Untersuchung von Strahlungseffekten an handelsüblichen elektronischen Komponenten. Es sollen also Elektronikbauteile „von der Stange“ unter Weltraumbedingungen getestet werden. Die Nutzlast der AMSAT Nordamerika ist ein einkanaliger FM-Umsetzer von UHF nach VHF.
Nach erfolgreichem Start erhielt der Satellit die OSCAR-Nummer 91 zugewiesen.

## Mission
Der Satellit wurde am 18. November 2017 mit einer Delta-II-Rakete zusammen mit der Hauptnutzlast Joint Polar Satellite System (JPSS) und vier weiteren Cubesat-Satelliten von der Vandenberg Air Force Base gestartet. Bereits nach wenigen Stunden wurde Telemetrie empfangen, der Transponder in Betrieb genommen.

## Frequenzen
- 145,960 MHz Downlink (FM)
- 435,250 MHz Uplink (FM) (67.0 Hz CTCSS)